# Шеклтон (лунный кратер)
Шеклтон (лат. Shackleton) — ударный кратер на Южном полюсе Луны. Назван в честь исследователя Антарктики Эрнеста Шеклтона. Пики вдоль края кратера подвергаются воздействию почти непрерывного солнечного света (более 97 % времени), а внутренняя часть постоянно находится в тени. Низкотемпературная внутренняя часть этого кратера функционирует как холодная ловушка, которая может улавливать и замораживать летучие вещества, выделяющиеся при ударах комет о лунную поверхность.

## Исследования
14 ноября 2008 года в кратер Шеклтон совершил жёсткую посадку для анализа состава поверхности отделившийся от спутника Чандраян-1 29-килограммовый зонд Moon Impact Probe. В этот момент Индия стала пятой страной, достигшей поверхности Луны.
Измерения, проведенные космическим кораблем «Lunar Prospector», показали повышенное содержание в кратере водорода, что может указывать на наличие водяного льда.